# Hyalopontius pleurospinosus
Hyalopontius pleurospinosus is een eenoogkreeftjessoort uit de familie van de Megapontiidae. De wetenschappelijke naam van de soort is voor het eerst geldig gepubliceerd in 1968 door Heptner.